# 金華胡家大院
金華胡家大院位於四川省成都市新津縣，文物遺址年代判定為民國。2012年7月16日公佈為第八批四川省文物保護單位。
金華胡家大院位於四川省成都市新津縣金華鎮五星村，西鄰新金公路。坐東向西，建築占地面積2174.15平方米，系民國年間新津縣地方鄉紳胡玉笙修建的私人居所。其間作有“門坊”、“過廳”及兩個四合院。前四合院長26.3米，寬8.7米，後四合院長26.5米。正屋建築形制為“單簷懸山式”，梁架為“穿鬥式”。四穿用五柱。院落四周為“穿鬥式”有擺柱的小品廊房。簷下懸挑構件，襯柱雕刻精美。1988年，金華胡家大院被新津縣人民政府公佈為縣級文物保護單位；2007年，金華胡家大院被成都市人民政府公佈為市級文物保護單位。